# Sergio Santos
Sergio Santos (Siófok, 1978. február 21.) a 'halak' jegyében született latin-magyar énekes, zene és dalszerző, 1999-től a magyarországi latin zene népszerű nagykövete.
Zenéjében különböző világzenei stílusok keverednek, de legerősebben a spanyol-olasz és a latin-amerikai hatás érezhető.
2004-ben és 2006-ban egyedüli magyar-latin és egyedüli meghívott európai képviselőként fellépett a híres santiagoi (Santiago De Cuba) Karib Fesztiválon, ahol a kubai emberek már akkoriban a legismertebb könnyűzenei előadóknak kijáró szeretettel és tapsviharral fogadták. 2009-ben az új "Titanic" luxushajóként is emlegetett tengerjárón énekelt az olasz Costa Concordián, de a hajó tragédiájakor szerencsére már nem tartózkodott a fedélzeten.2012-től zenész kollégáival a spanyolországi Mallorca szigetén, több szabadtéri koncerten is megtáncoltatta a latin zenére vágyó spanyol és nemzetközi közönségét.
Napjainkban Magyarország legismertebb latin előadója, spanyol-magyar nyelvű dalai a védjegyévé váltak, ezzel a stílus igazi zászlóshajója. 2019-től az amerikai Youtube " Hivatalos Zenei Előadó " kitüntetéssel díjazta a több mint két évtizedes zenei munkásságát. A különböző közösségi platformokon több mint 100 000 követője van, magyar szappanoperák és saját rendezésű filmklipek férfi főszereplője. Olyan népszerű dalok fémjelzik a nevét mint a hatalmas sikert aratott több milliós nézettségeket túlszárnyaló "Menjünk be a kádba" és a híres magyar népdal reggaetón stílusú feldolgozása a "Csepereg az eső".
Érdekesség : A "Sergio" keresztnevét nem 'h'-val ejti ahogy a spanyolok és a latin-amerikaiak általában (Szerhio), hanem 'dzs'-vel (Szerdzsó) mint a katalánok vagy az olaszok.

## Élete
Szülei unszolására már ifjúkorában zenei tanulmányokat folytatott, a városi zeneiskolában a szolfézs mellett hegedülni tanult. Tizenhárom évesen Országos Népdalversenyt nyert, a kategória legifjabb indulójaként, és a Siófoki Városi Gyermekkórus alapító tagjaként Európa számos országában énekelhetett. Középiskolai tanulmányai végeztével érdeklődni kezdett a katonai pálya iránt, végül tizenkilenc évesen, számos fizikai és pszichológiai teszt sikeres teljesítése után csatlakozott a 34. Bercsényi László Mélységi Felderítő Zászlóaljhoz, ahol ejtőernyős és mesterlövész képesítést szerzett. Élenjáró szolgálatáért kapott előléptetését követően visszautasította a részére felajánlott külföldi továbbképzési lehetőséget, és leszerelt.

## Zenei karrier
Leszerelését követően Sergio Santos 2000-ben Spanyolország-ba utazott, kalandot keresve. Utazása során rabul ejtette a latin zene varázsa és a mediterrán kultúra sokszínűsége, mely a későbbiekben meghatározta zenei karrierjét. Eleinte autodidakta módon, később szakemberek segítségével gitározni és énekelni tanult, és hamarosan megszületett első dala, a Spanyol gitár, majd az Isabel és a Bachatita. Az elkövetkező években az énekes egyre több időt töltött Spanyolországban, ahol megismerkedett a modern flamenco és a latin pop stílusokkal. Hazatérése után Sergio egyedi zenei arculatot teremtve folytatta karrierjét különböző formációkban: az ő nevéhez fűzödik a Los Companeros és a Buenochico együttesek megalapítása, utóbbival országos tehetségkutató versenyt nyert. Ennek fődíjaként lehetőséget kapott egy lemezszerződés megkötésére amely azonban az együttes szétválása miatt csak jó pár évvel később, szólólemez formájában valósult meg.
Népszerűsége nem korlátozódott szülővárosára, hamarosan feltűnt a főváros nívós klubjaiban is. Itt ismerkedett meg a kubai származású zenésszel, Hugo Sánchez-zel, aki a következő években segítette az ifjú tehetség zenei fejlődését.
2004-ben meghívást kapott a santiagoi Kubai Karib Fesztiválra, ahol egyedüli európaiként spanyol nyelvű dalokkal képviselte hazánkat, hatalmas sikerrel. Itt forgatta le első klipjét lo dejaría todo címmel.
Egyedülálló sikerének köszönhetően meghívást kapott a 2006-os eseményre is, immár Kuba állam meghívójával. Huszonöt, többnyire latin ország (Mexico, Puerto Rico, Venezuela, Jamaica, stb.) előadóművészeivel karöltve képviselte a latin zenei kultúrát, immáron második alkalommal, egyedüli európaiként. Sikere felülmúlta a két évvel korábbit, Sergiot igazi sztárként ünnepelték az egzotikus karib szigeten, magyar és spanyol nyelvű dalait rendszeresen játszotta a Kubai Rádió, melynek hatókörzete az amerikai Miami-t is érintette.
2006 meghozta Sergio Santos számára az áhított lemezszerződést, aki ekkor már a magyar és spanyol mellett olasz és angol nyelven is tökéletesen énekelt. Saját szerzeményű kislemeze, az Amor Mío (Szerelmem) az év végén került a boltok polcaira, ezt követte a 2007-ben megjelent a tizenhat, zömében saját szerzeményt felvonultató Sergio című nagylemez. Ezen az albumon kapott helyet a később videóklippel kiegészített, Viva TV által rendszeresen játszott Chocolate Caramelo, valamint az Amor Mío című sláger, mely felkerült több kereskedelmi rádió lejátszási listájára és a Danubius Rádió és a Universal Records közösen kiadott válogatáslemezére is.
Ez utóbbi kubai hangulatot árasztó klipjét a Music Mix TV fiatal nézőinek százai kérték nap mint nap, miközben az énekes számos televíziós és rádiós szereplésen népszerűsítette új albumát. Dj Hlásznyik és a Wave Riders elkészítette Sergio Amor Mío című dalának klubváltozatát is, mely nemcsak a hazai disco-kban, de külföldön is sikereket könyvelhetett el.
A 2009-es év ismét határon túli munkát hozott az énekesnek: két hónapig énekelt a legendás hírű Costa Concordia luxushajón, végül a management elégedettsége jeléül folyamatos szerződést ajánlott fel az ekkorra már szabadúszóvá vált énekesnek.
2010-ben megjelent a várva várt új album, Italian Songs (Olasz Dalok) címmel, az énekes ezzel párhuzamosan leforgatta a részben saját rendezésű Confessa (Vallomás) című új videóklipjét, ezt követte a 2010 októberében elkészített második saját klip, a Macho.
2012-ben Sergio Santos a Mania Trio alapító tagjaként féléves külföldi koncertturnén vett részt Mallorca szigetén egy neves szállodalánc felkérésére.
2013 elején megkezdődtek az énekes új, nagyszabású videóklipjének előkészületei, amely betekintést enged az Amerikai Egyesült Államok Haditengerészete legendás hírű osztagának, a SEAL Team Six-nek a tevékenységébe.
2018-ban Sergio Santos újabb áttörést ért el. Magyarországon a Kívánlak c. számot több mint 1.5 millió meghallgatást tudott a platformokon. Ez időszakban nem csak magyar nyelvterületeken koncertezett, de Spanyolországban, Portugáliában, Olaszországban és Kalifornia állam mellett Las Vegas-ban a leghíresebb kaszinókban koncertezett például a The Venetian-ba és a Bellagionál. A Forbidden Dance (Tiltott Tánc) c. albumát 69 országból, 12.000 városból és több mint 800.000 hallgatója volt a Spotify-on ebben az évben. Sergio Santos a hagyományos médiában is áttörő évet tudhat a háta mögött ugyanis a világban több száz rádió játszotta például az Írországtól az USA-n át még Oceániában is!
Hírességek, akiket Sergio Santos futtatott be: SzintisLaci – Ricsárdgír több mint 2 millió megtekintéssel került a figyelem központjába Sergio Santos Facebook profilján, az együttesnek azóta minden koncertje teltházas, 5000 fős koncerteket adnak szerte Magyarországon, emellett a Dubai színész a repülő attrakciók sztárja is Sergio Santos-tól indult ki, mely kevesebb mint 1 hét alatt az 5 millió megtekintést is elérte, a világ több mint 60 országában.
Sergio Santos tartalmai csak 2019 decemberében több mint 20 millió ember elé került szerte a világon, ezáltal Magyarország egyik legelismertebb sztárja külföldön. Emellett több külföldi világsztár számára szerzett dalokat, melyek összesen 2019-ben 100 millió megtekintést szedett össze.

## Diszkográfia

### Albumok
- Forbidden Dance (Tiltott Tánc)
- Amor mio
- Sergio
- Italian Songs

### Videóklipek
- Qué Chimba, Kocsimba x Maluma
- Ulala a fizetésem ft. Varga Viktor
- Törött szárnnyal
- Esta Lloviendo
- Csepereg az eső
- Nem az a lány
- Citromfák
- Idegen csók
- Avanti Ragazzi di Buda
- Bailando Amor
- DALE, DALE ft. Dj. Tony
- DALE, DALE: Táncolj velem ft. Dj Tony
- Aranyásó
- Kívánlak
- Chocolate Caramelo
- Amor mio
- Azúr
- Confessa
- Macho
- Szeretkezz velem
- Amame

### Animációs Videóklipek
- Várj Rám A Parton

## További információ
- Sergio Santos hivatalos honlapja[halott link]
- Sergio Santos Hivatalos Youtube Csatornája
- Sergio Santos Hivatalos Facebook Oldala